# 교정의학
교정의학 또는 교도소 의료(Prison healthcare)는 의료 서비스 제공자가 감옥 및 감옥에 있는 사람들을 돌보는 의료 전문 분야이다. 교정의학은 교도소가 현대 징계 기관에 적응하면서 발전한 비교적 새로운 전문 분야이다. 밀폐된 교도소 인구는 특히 관절염, 천식, 고혈압, 자궁경부암, 간염, 결핵, AIDS 및 HIV를 포함한 전염병과 우울증, 조증, 불안 및 외상 후 스트레스 장애와 같은 정신 건강 문제에 취약하다. 이러한 조건은 구금시설 의료와 공중 보건, 예방 의료 및 위생 문제를 연결한다. 제공되는 의료 서비스에 대한 수감자의 의존성은 의료 윤리에서 독특한 문제를 야기한다.